# Phaeosphaeria setosa
Phaeosphaeria setosa är en svampart som beskrevs av Leuchtm. 1984. Phaeosphaeria setosa ingår i släktet Phaeosphaeria och familjen Phaeosphaeriaceae.   Inga underarter finns listade i Catalogue of Life.